# 陳長蘅

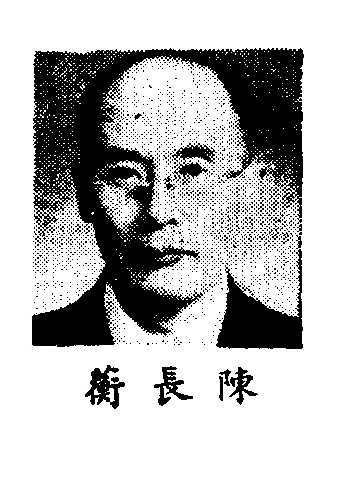

陳長蘅（1888年—1987年）字伯修，号建公。四川荣昌（今属重庆市）人。中国人口学家。

## 生平
清朝光绪三十二年（1906年），陳長蘅考入四川游学预备学堂英文班。宣统三年（1911年）赴美国留学。起初，入美国密歇根州立大学工学院化工系学习，1912年转入哈佛大学学习政治经济学。民国5年（1916年）获得学士学位。同年回国，担任北京大学经济系讲师。民国7年（1918年）4月，兼任北京盐务稽核总所翻译。此后，改任北京交通大学管理学院讲师。民国13年（1924年），任南京军需学校教官，1926年，出任南京中央大学法学院经济系副教授。民国17年（1928年），参加中国经济学社，任常务理事。
1930年代，陈长蘅参加中国统计学社，并且历任重庆朝阳法学院经济系教授兼系主任、浙江英士大学财政学教授。其间，民国21年（1932年）到日本参加国际统计学社年会。1928年11月至1935年，陈长蘅历任国民政府立法院第一、二、三、四届立法委员。1938年秋，经陳長蘅介绍，将重庆曾家岩五十号租给八路军重庆办事处。
1942年，任国民政府考试院法规委员会委员。民国36年（1947年）初，赴英国伦敦参加“非宗主国立法会议”。1947年4月，到日内瓦出席联合国安全理事会召开的“国际贸易宪章起草会议和相互减低关税税则的多边会议”。
1949年，任浙江金华新成初级中学校长。1956年，任上海文史研究馆馆员。1961年，任上海市人民政府参事室参事。1980年，任上海市人口学会顾问。1987年，陈长蘅在上海逝世。

## 贡献
自从1916年回国之后，陈长蘅长期研究中国的人口问题，先后著有《中国人口论》（1918年）、《进化之真相》（1919年）、《三民主义与人口政策》等等。其中，《中国人口论》是首部采用统计图表及比较研究方法研究中国人口问题的专著。
陈长蘅认为，经济问题迟早会演变为人口问题，并提议采用较欧美各国更健全及彻底的、主要内容为节育及优生的“生育革命”。陈长蘅主张由国家干预以节制生育，推广“自然节育法”，不赞成“非自然节育法”（即新马尔萨斯主义节育法）。他还提出了“适度人口论”。